# Archimantis straminea
Archimantis straminea es una especie de mantis de la familia Mantidae.

## Distribución geográfica
Se encuentra al norte de Australia.